# Alfred Mathieu Giard
Alfred Mathieu Giard (ur. 8 sierpnia 1846 w Valenciennes, zm. 8 sierpnia 1908 w Orsay) – francuski zoolog.

## Edukacja
W latach 1867–1872 studiował w paryskiej École Normale Supérieure. W roku 1872 uzyskał tytuł doktora, broniąc pracy Badania nad złożonymi osłonicami albo żachwami (fr. Recherches sur les ascidies composées ou synascidies).

## Kariera zawodowa
W początkowych latach swojego życia zawodowego związany był z Uniwersytetem w Lille. Po przybyciu w styczniu 1873 roku do Lille objął katedrę historii naturalnej, która pod jego kierownictwem zyskała we Francji wysoką pozycję w dziedzinie zoologii . Jednocześnie był też wykładowcą Instytutu Przemysłowego, Rolniczego i Handlowego Północnej Francji (fr. Institut industriel agronomique et commercial du Nord de la France). Za własne fundusze, ze wsparciem Francuskiego Stowarzyszenia na Rzecz Rozwoju Nauki (fr. Association française pour l'avancement des sciences), stworzył w 1874 roku w Wimereux laboratorium do badań nad biologią morza.
W roku 1889 objął kierownictwo pierwszej we Francji katedry historii ewolucji organizmów żywych utworzonej przy Sorbonie w celu prowadzenia badań nad teoriami Lamarcka i Darwina.
W 1900 roku został członkiem Francuskiej Akademii Nauk.
W latach 1904–1908 stał na czele francuskiego Towarzystwa Biologicznego (fr. Société de biologie)

## Osiągnięcia zawodowe i naukowe
W roku 1882 opisał posiadające wici pierwotniaki, które powiązano później z częstą chorobą biegunkową. Jego nazwisko upamiętnia nazwa rodzaju tych pierwotniaków – Giardia.
Giard był jednym z pionierów badań nad ewolucją biologiczną. Ponadto w swych pracach skupiał się na zagadnieniach anhydrobiozy, embriologii (sformułował prawo kondensacji embrionalnej), zjawiskiem poecilogonii (sytuacji w której osobniki dorosłe tego samego gatunku są do siebie podobne, podczas gdy ich postaci larwalne różnią się od siebie w zależności od środowiska, w jakim żyją), progenezy i neotenii. Jest też twórcą nowej gałęzi nauki, jaką jest etologia .

## Kariera polityczna
W latach 1882–1885 był posłem Zgromadzenia Narodowego; należał do koła Radykalnej Lewicy (fr. Gauche radicale) . Wcześniej pełnił funkcję wicemera Lille.